# Emil Carthaus
Emil Carthaus (* 1860 oder 1861; † 1933 in Berlin) war ein deutscher Geologe und Höhlenkundler. 
Er untersuchte unter anderem die Bilsteinhöhle im Jahr 1887, die Karhofhöhle 1891 und die Veledahöhle 1909.
Seine Funde im Sauerland (Reste eiszeitlicher Säugetiere, Steinwerkzeuge,
Keramikreste, Schmuck und menschliche Skelettreste) wurden im Hinterzimmer des alten Höhlenrestaurants in Warstein ausgestellt, später wurden sie im Magazin des Museums Haus Kupferhammer, Warstein, eingelagert.

## Werke
- Mittheilungen über die Triasformation im nord-östlichen Westfalen und in einigen angränzenden Gebieten (= Verhandlungen der Physikalisch-Medicinischen Gesellschaft zu Würzburg. Neue Folge, Bd. 19,6). Stahel, Würzburg 1886 (= Dissertation, Universität Würzburg, 1886).
- Führer durch die Bilsteins-Höhlen bei Warstein in Westfalen. O. Senftleben Warstein 1889.
- Die Bilsteinhöhlen bei Warstein: Festschrift zur 21. allgemeinen Versammlung der Deutschen Anthropologischen Gesellschaft am 11.–16. August 1890 zu Münster in Westfalen überreicht von der westfälischen Gruppe der Gesellschaft. Coppenrath, Münster 1890.
- Aus dem Reich von Insulinde: Sumatra und der malaiische Archipel. W. Friedrich, Leipzig 1891 (online).
- Die klimatischen Verhältnisse der geologischen Vorzeit vom Praecambrium an bis zur Jetztzeit und ihr Einfluß auf die Entwickelung der Haupttypen des Tier- und Pflanzenreiches. R. Friedländer & Sohn, Berlin 1910.
- Über die Ausgrabungen in der Veledahöhle unweit Velmede im oberen Ruhrtale. In: Prähistorische Zeitschrift. 3. Band (1911), Heft 1–2, S. 132–144 (mit Abbildungen ausgewählter Funde).
- (Hrsg., zus. mit Rudolf Wagner) Der Stein der Weisen: Illustrierte Zeitschrift zur Verbreitung naturkundlichen und technischen Wissens. Atlasverlag, Berlin 1914/15.
- Erdbeben und Vulkane (= Wege zum Wissen. Bd. 33). Ullstein, Berlin 1925 (Inhaltsverzeichnis; PDF; 77 kB).
- Die Bilsteinhöhlen bei Warstein. Hennecke, Warstein 1928.
- Auf der Suche nach dem Pithekantropus, dem „Affenmenschen“ von Java (= Universal-Bibliothek. Bd. 6854). Reclam, Leipzig 1928.